# MLK (canção de U2)
MLK  é uma canção da banda irlandesa U2, que faz parte do álbum The Unforgettable Fire, de 1984.  A faixa que é a décima e última do álbum, assim como "Pride (In the Name of Love)", homenageia o estadunidense Martin Luther King. Caracteristicamente, é uma canção curta, com letra simples e pensativa, que constantemente é executada nos shows ao vivo do U2.

## Ao vivo
Sua estréia ao vivo foi em 18 de outubro de 1984, como introdução para a faixa  "The Unforgettable Fire, e as duas músicas foram realizados juntas em quase todos os espetáculos da The Unforgettable Fire Tour e na maioria dos shows da The Joshua Tree Tour. No entanto, até o final da The Joshua Tree Tour, a banda passou a utilizar "MLK" para preceder outras canções, especialmente "One Tree Hill", e continuando nessa função na Lovetown Tour. 
Ela não apareceu nos concertos da Zoo TV Tour, mas voltou para o setlist na turnê PopMart Tour, especialmente após a morte de Diana, Princesa de Gales e Michael Hutchence. Sofreu outro hiato após a PopMart Tour, não sendo executada em toda a "Elevation Tour", mas notavelmente realizada como introdução de  "Where the Streets Have No Name" na apresentação do U2 durante o show do intervalo do Super Bowl, em 2002. Após a morte de Rosa Parks, "MLK" fez cinco aparições "Vertigo Tour"; em todos os cinco casos, foi cantada depois de "One" para concluir o conjunto principal. "MLK" era parte do set list principal para a U2 360° Tour, como o prelúdio da música  "Walk On", esta dedicada à birmanesa, Aung San Suu Kyi.